# Monument aux morts de Pamiers
Le monument aux morts de Pamiers (Ariège, France) commémore les soldats de la commune morts lors des conflits du XXe siècle.

## Description
Le monument est érigé sur le square du Souvenir-Français, à l'intersection des avenues du Général-Leclerc et du 9e-RCP, près du centre-ville, non loin de la gare. Le monument occupe le centre d'une terrasse ovale de 15 m de long sur 9 m de large, au soubassement en béton et entourée d'un muret de granite du Tarn, accessible sur l'avant par un petit escalier de six marches, et par un dégagement à l'arrière.
le monument aux morts en lui-même est constitué d'une sculpture en granite de Bretagne, représentant quatre poilus en uniforme portant sur leurs épaules le corps d'un cinquième, recouvert d'un drap mortuaire. Le groupe statuaire est surmonté d'une sculpture allégorique en fonte : une victoire ailée munie d'un flambeau.
Le drap mortuaire porte les noms des 339 habitants de la commune ayant perdu la vie lors de la Première Guerre mondiale. Plusieurs plaques sur le pourtour du monument énumèrent les noms des soldats morts lors de conflits ultérieurs : 73 lors de la Seconde Guerre mondiale, 1 lors de la guerre de Corée, 10 lors de la guerre d'Indochine, 5 lors de la guerre d'Algérie. Devant la sculpture, autour de la représentation d'une croix de guerre, deux plaques de granit commémorent les trois régiments locaux, les 59e, 134e et 259e régiments d'infanterie, et leurs principales batailles.
Dans le même square, à une dizaine de mètres, est élevé le monument aux morts départemental des soldats tués en Afrique du Nord entre 1952 et 1962.

## Histoire
Le conseil municipal de Pamiers prend la décision de le construire le monument dès le 19 juillet 1919, un peu plus de 6 mois après la fin de la Première Guerre mondiale. Au début 1921, le sculpteur Henri Proszynski (qui habite la commune proche de Crampagna) est choisi pour la réalisation de la sculpture. L'architecte Émile Sauret conçoit la plate-forme, laquelle est réalisée par l'entrepreneur Latré, permettant à la commune de réaliser une opération d'aménagement urbain significative. Les travaux du monument débutent en juillet 1922. Il est inauguré le 28 octobre 1923.
Au total, le monument coûte environ 90 000 francs, le tiers financé par souscription publique et le reste provenant du budget municipal.
Le monument aux morts est inscrit au titre des monuments historiques le 18 octobre 2018. Il fait partie d'un ensemble de 42 monuments aux morts de la région Occitanie protégés à cette date pour leur valeur architecturale, artistique ou historique.